# Diaethria neglecta
La mariposa del 89 (Diaethria neglecta) es una especie de lepidóptero perteneciente a la familia Nymphalidae. Es originaria de Venezuela, Colombia, Bolivia, Ecuador y Perú.
También se  puede encontrar en la provincia de Misiones, Argentina y en el volcán de Conchagua, en el departamento de la Unión, en El Salvador, Centroámerica.

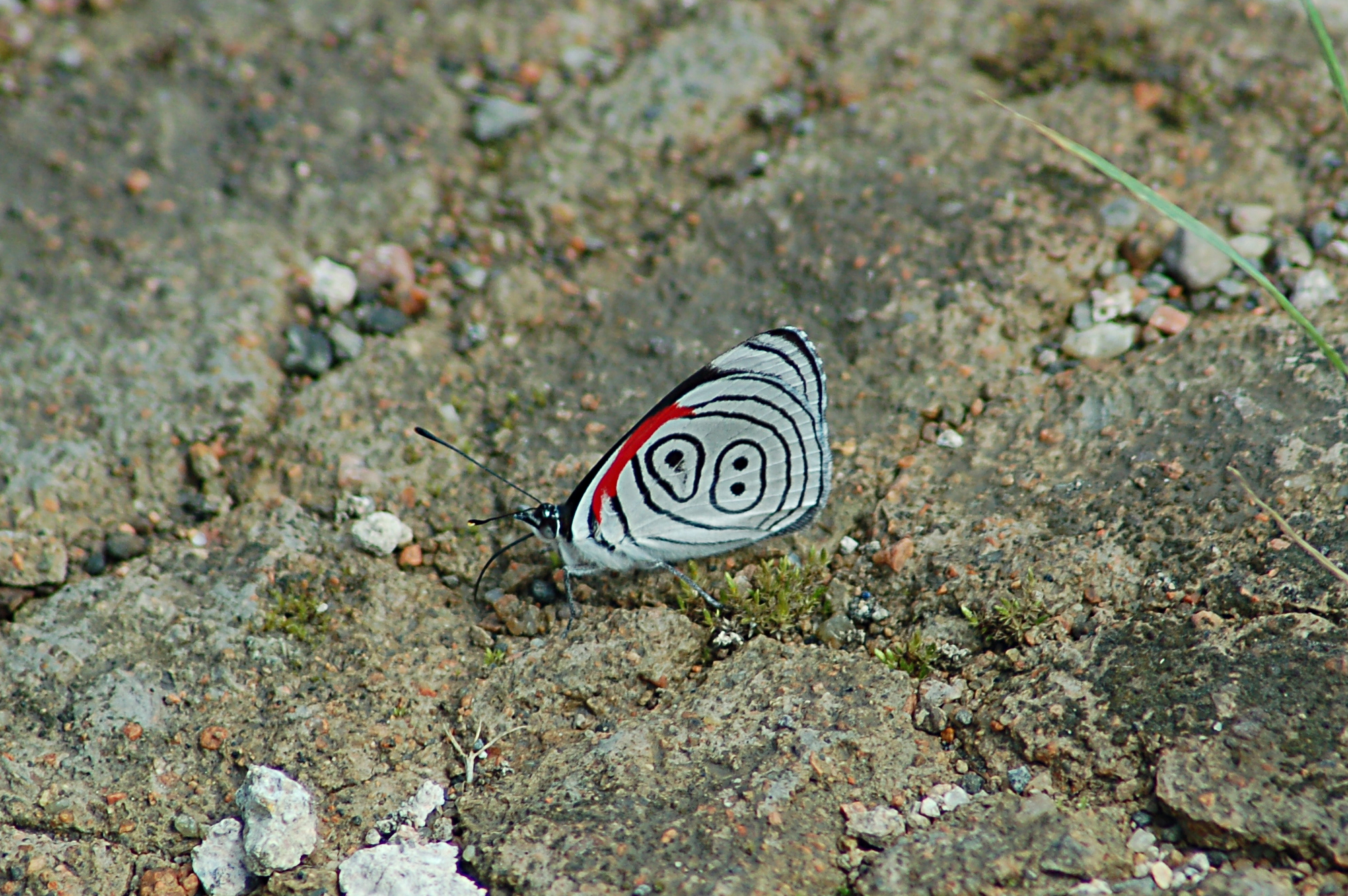
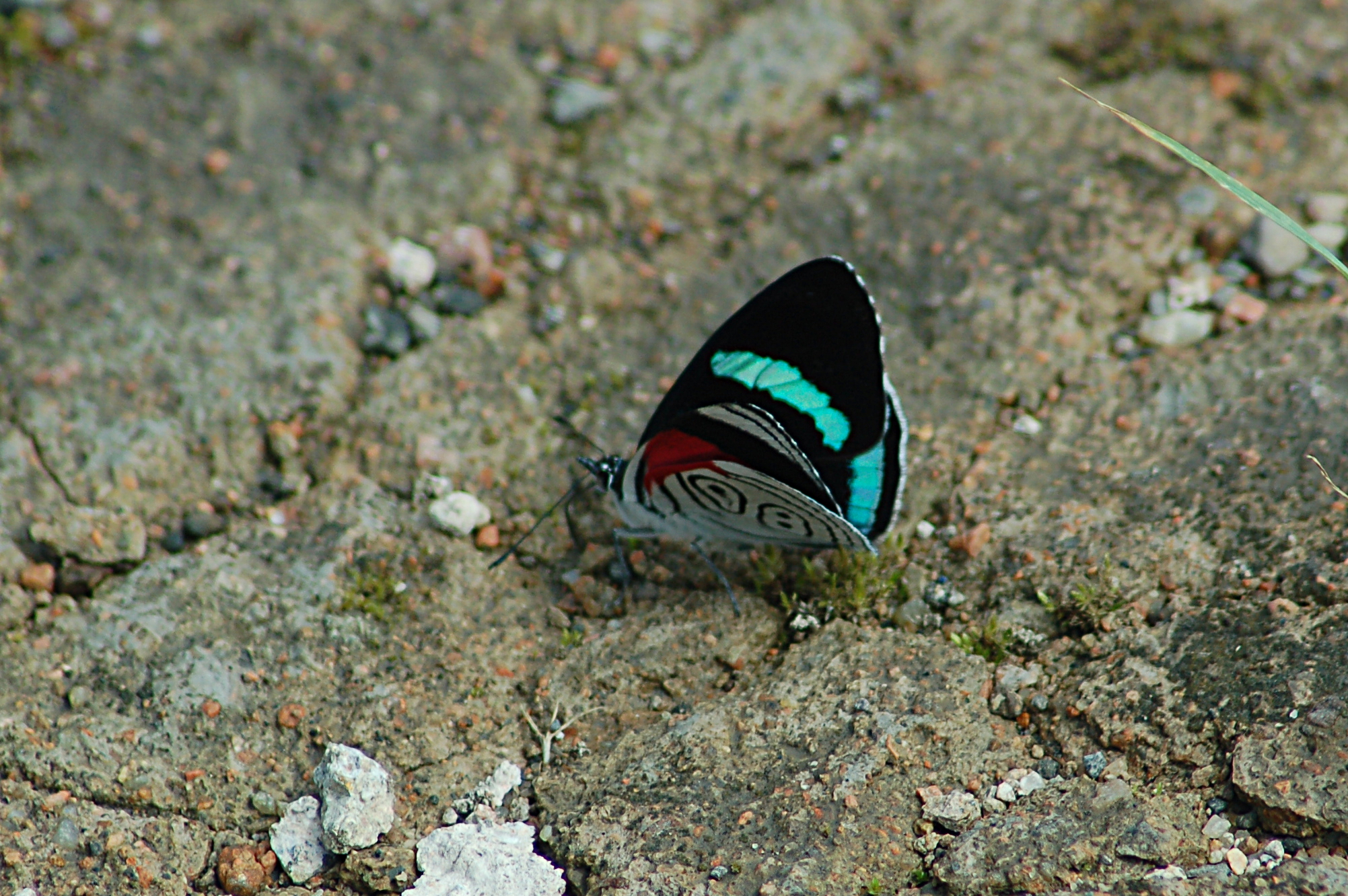
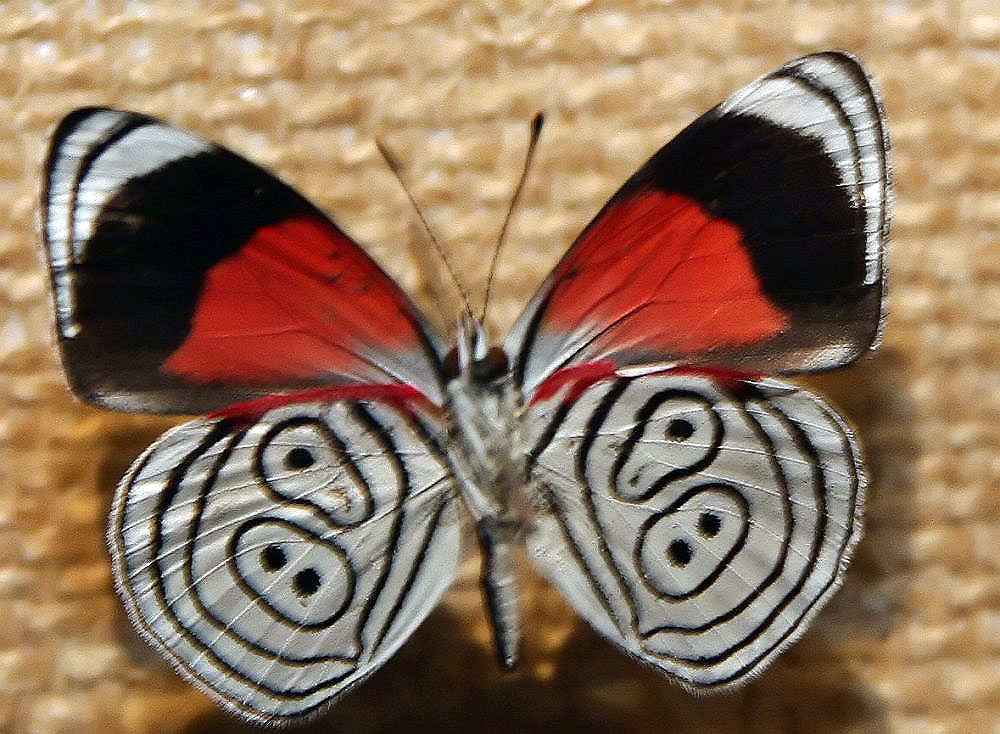